# Asheville Challenger
L'Asheville Challenger è stato un torneo professionistico di tennis giocato su campi in terra rossa. Faceva parte dell'ATP Challenger Series. Si è giocata una sola edizione nel 1978, a Asheville negli Stati Uniti.

## Albo d'oro

### Singolare
| Anno | Campione        | Finalista    | Punteggio |
| ---- | --------------- | ------------ | --------- |
| 1978 | Eliot Teltscher | Deon Joubert | 6–1, 7–5  |

### Doppio
| Anno | Campioni                       | Finalisti                 | Punteggio     |
| ---- | ------------------------------ | ------------------------- | ------------- |
| 1978 | Rejaen Genois Ramiro Benavides | Jai Di Louie Ferdi Taygan | 7–5, 4–6, 7–6 |